# Будинок архітектора Нільсена
Будинок архітектора Нільсена — будинок у Маріуполі, побудований Віктором Нільсеном на початку 20 століття у стилі модерн. Розташований на вулиці Семенішина, 49.

## Історія
Будинок німф, які плачуть, або будинок архітектора Нільсена, зведений на початку 20 століття. Нільсен приїхав із столиці на запрошення місцевої управи, щоб зайняти посаду міського архітектора. На той час Маріуполь потребував чистої питної води і Віктору Нільсену доручили створити проект міського водопроводу, що він успішно виконав. Будинок побудований Нільсеном для родини. В ньому архітектор прожив до жовтневої революції, у 1918 році будинок був конфіскований радянською владою.
У 1980-х роках у будівлі знаходився дитячий садок, а згодом — Інспекція екологічної безпеки. Останнім часом будинок пустує і занепадає.
Будівля не внесена до реєстру пам'яток архітектури. Перебуває у приватній власності, тому ні держава, ні місто не могли його відновити. Але відомо, що ведеться робота щодо включення в Реєстр охорони пам'яток: "Відомо, що відповідальними органами зібрано необхідні документи для визнання садиби культурною спадщиною. Такий статус дозволяє їм впливати на власника на відновлення будинку. Якщо він відмовиться, влада могла б примусово викупити віллу.

## Опис будівлі
Одноповерховий цегляний будинок має кутову вежу, побудовану у стилі модерн. Будівля має високий дах, розкішну ліпнину і візерунчасті карнизи. Кутова вежа має два поверхи, на нижньому — арочне вікно-кошик, на верхньому — вікно у формі овалу. Дах, увінчаний ніжною решіткою в стилі модерн. В антаблементі вежі рельєф жіночого обличчя, так званої «плачуючої німфи», якій будівля зобов'язана своєю назвою.
Нільсен, проєктуючи будинок, створив рельєф з головою німфи. У німфи зовнішність подібна до портрета доньки Нільсена, яка померла від тифу. Рельєф розміщений так, що під час дощу краплі стікають по обличчю, як сльози.
"Здається, німфа плаче за мертвою дівчиною. ==
Задній фасад має більш стриманий дизайн.